# Mineurs
Mineurs è un film del 2007 diretto da Fulvio Wetzl.
È stato il film di apertura al Giffoni Film Festival nello stesso anno.

## Trama
Quattro ragazzini lucani, Armando, Egidio, Vito e Mario si alternano tra la scuola, dove il maestro Fernando tenta di educarli alla cultura e alla vita, e la strada, dove giocano con dei trabiccoli con cui discendono a rompicollo per i vicoli. Tutti i giorni i bambini sono mandati al posto pubblico ad aspettare le telefonate dei padri e fratelli adulti che già lavorano in Belgio. Armando, accompagnato dalla madre Vitina, ed Egidio con tutta la famiglia, raggiungono i parenti in Belgio dopo un massacrante viaggio in treno, e dopo la sosta nei sotterranei della stazione Centrale di Milano, punto di raccolta e smistamento degli emigranti da tutt'Italia. Giunti in Belgio, nella regione mineraria del Limburgo, Armando ed Egidio tentano un difficile cammino di integrazione scolastica, tra le difficoltà della lingua, il fiammingo, e le colline del terril, i cumuli di carbone di scarto, dove i ragazzini lucani giocano con i loro trabiccoli come facevano in Lucania.